# DSA-362
La DSA-362 es una carretera perteneciente a la Red Secundaria de la Diputación Provincial de Salamanca, que une la carretera  DSA-359   con el Límite de la C. A. de Extremadura en la provincia de Salamanca.
Atraviesa las localidades de La Encina, Herguijuela de Ciudad Rodrigo y El Sahugo.

## Origen y Destino
La carretera  DSA-362  tiene su origen en la intersección con la carretera  DSA-359   a su paso por el término municipal de La Encina y termina en el Límite de la C. A. de Extremadura en el término municipal de El Sahugo, continuando por la carretera  CC-114 , formando parte de la Red de carreteras de Salamanca.